# Thamnolecania
Thamnolecania is een geslacht van korstmossen behorend tot de familie Byssolomataceae. 

## Soorten
Volgens Index Fungorum bevat het geslacht acht soorten (peildatum januari 2022)
| Soortnaam                     | Auteur(s)                        | Publicatiejaar |
| ----------------------------- | -------------------------------- | -------------- |
| Thamnolecania antarctica      | C.W. Dodge                       | 1948           |
| Thamnolecania brialmontii     | (Vain.) Gyeln.                   | 1933           |
| Thamnolecania fuegiensis      | C.W. Dodge                       | 1967           |
| Thamnolecania gerlachei       | (Vain.) Gyeln.                   | 1933           |
| Thamnolecania iodoflavescens  | Maheu & Werner                   | 1934           |
| Thamnolecania mawsonii        | C.W. Dodge                       | 1948           |
| Thamnolecania racovitzae      | (Vain.) S.Y. Kondr., Lőkös & Hur | 2014           |
| Thamnolecania subvermicularis | Asahina                          | 1937           |